# Nemzeti Tömörülés
A Nemzeti Tömörülés avagy néha Nemzeti Gyűlés (franciául Rassemblement national, RN; 2018-ig Nemzeti Front, franciául Front national, FN) egy nacionalista, szélsőjobboldali, protekcionista, bevándorlásellenes, globalizációellenes, euroszkeptikus francia párt.

## Története
A Nemzeti Front 1972-ben jött létre, alapítója Jean-Marie Le Pen. 1973-as helyhatósági választáson mérettette meg magát először a párt. Eredetileg ultranacionalista szellemiségű volt. A párt eredetileg a Nemzeti Front a Francia Egységért (Front national pour l'unité française) néven lett megalapítva. Nagy hatással volt rájuk a  neofasiszta  Olasz Szociális Mozgalom, amely ekkor Olaszországban képes volt magába integrálni több szélsőjobboldali pártot. A Nemzeti Front a párt szimbólumot is róluk mintázta. Az alapítók között voltak a Roger Holeindre Francia Egység Pártjának nacionalistái, Pierre Bousquet militánsai, François Brigneau és Alain Robert vezette Új Rend neofasiszta mozgalom ; a  Georges Bidault vezette degaulleellennes Igazság és Szabadság Mozgalom ;  Pierre Poujade mozgalma, algériai háború veteránjai és monarchisták.
Le Pen a 2002-es franciaországi elnökválasztások második helyezettjeként bejutott a második fordulóba, amelyen kihívója, Jacques Chirac 64,4 százalékkal legyőzte őt, de a II. fordulóba való bejutás a pártnak már önmagában is dicsőség volt, hiszen azelőtt mindig rosszul szerepeltek a parlamenti- és elnökválasztásokon.
2011. január 15. óta Marine Le Pen vezeti. Az alapító lánya igyekezett szalonképesebbé tenni a pártot, politikája szélesebb körű elfogadtatására törekedett, ezért például apját a holokauszt relativizálása és idegengyűlölet miatt 2015 augusztusában kizárták a pártból. 
A Nemzeti Front alapító tagja volt a Európai Nemzeti Mozgalmak Szövetségének, de 2013 őszén a párt kilépett a szövetségből.
Marine Le Pen bejutott a 2017-es francia elnökválasztás második fordulójába, és 2017. április 24-én taktikai okokból lemondott pártelnöki tisztségéről, de nem sikerült az elnökválasztást megnyernie. Marine-t 2018-ban újraválasztották pártelnöknek.
2018 júniusában a párt új nevet vett fel: Nemzeti Tömörülés.

## Választási programja
Marine Le Pen a 2012-es franciaországi elnökválasztás első fordulóján a szavazatok 17,90%-át szerezte meg. Választási ígéreteit 12 pontban foglalta össze:
- A nyugdíjak és a legalacsonyabb fizetések emelése.
- A tömeges bevándorlás megállítása, a francia állampolgárok élvezzenek elsőbbséget a munkaerőpiacon, a szociális juttatások (lakás) terén.
- A közbiztonság erősítése.
- A közerkölcs javítása, vissza kell adni a francia népnek a döntéshozatalhoz való jogát népszavazás útján.
- Hatékonyan működő közszolgálat megszervezése, minőségi egészségügyi ellátás minden francia állampolgár számára.
- A gyermeküket egyedül nevelő, vagy főállású anyák pénzügyi támogatása.
- Tudásorientált oktatási intézményekre van szükség, az iskolákban helyre kell állítani a fegyelmet és a teljesítmény, a tudás, szorgalom alapján történő érdemi elbírálást.
- Fel kell lendíteni a hazai ipari termelést észszerű vámkorlátozások bevezetésével.
- Meg kell szüntetni a nemzetközi pénzpiacoktól való függőséget, hogy ki lehessen lépni az adósságspirálból.
- Újra kell tárgyalni az uniós szerződéseket a nemzeti szuverenitás visszaszerzése érdekében.
- Érvényesíteni kell a köztársasági laicitást a politikai–vallási követelések ellenében.
- Franciaország diplomáciai és katonai függetlenségének visszaszerzése.

## Választási eredmények
| Választások éve | Az első fordulóban szerzett szavazatok száma | Az első fordulóban szerzett szavazatok % | A második fordulóban szerzett szavazatok száma | A második fordulóban szerzett szavazatok % | Megszerzett helyek |
| --------------- | -------------------------------------------- | ---------------------------------------- | ---------------------------------------------- | ------------------------------------------ | ------------------ |
| 1973            | 108 616                                      | 0,5%                                     | —                                              | —                                          | 0                  |
| 1978            | 82 743                                       | 0,3%                                     | —                                              | —                                          | 0                  |
| 1981            | 44 414                                       | 0,2%                                     | —                                              | —                                          | 0                  |
| 1986            | 2 699 307                                    | 9,8%                                     | —                                              | —                                          | 35                 |
| 1988            | 2 353 466                                    | 9,8%                                     | —                                              | —                                          | 1                  |
| 1993            | 3 155 702                                    | 12,7%                                    | 1 168 143                                      | 5,8%                                       | 0                  |
| 1997            | 3 791 063                                    | 14,9%                                    | 1 435 186                                      | 5,7%                                       | 1                  |
| 2002            | 2 873 390                                    | 11,1%                                    | 393 205                                        | 1,9%                                       | 0                  |
| 2007            | 1 116 136                                    | 4,3%                                     | 17 107                                         | 0,1%                                       | 0                  |
| 2012            | 3 528 373                                    | 13,6%                                    | 842 684                                        | 3,66%                                      | 2                  |
| 2017            | 2 990 454                                    | 13,2%                                    | 1 590 858                                      | 8,8%                                       | 8                  |
| 2022            | 4.248.626                                    | 18,7%                                    | 3.589.465                                      | 17,3%                                      | 89                 |
| 2024            | 10.647.914                                   | 33,2%                                    | 10.110.079                                     | 37,1%                                      | 142                |

### Elnökválasztás
| Választások éve |                   | Az első fordulóban szerzett szavazatok száma | Az első fordulóban szerzett szavazatok % | A második fordulóban szerzett szavazatok száma | A második fordulóban szerzett szavazatok % |
| --------------- | ----------------- | -------------------------------------------- | ---------------------------------------- | ---------------------------------------------- | ------------------------------------------ |
| 1974            | Jean-Marie Le Pen | 190 921                                      | 0,8%                                     | —                                              | —                                          |
| 1981            | —                 | —                                            | —                                        | —                                              | —                                          |
| 1988            | Jean-Marie Le Pen | 4 376 742                                    | 14,4%                                    | —                                              | —                                          |
| 1995            | Jean-Marie Le Pen | 4 570 838                                    | 15,0%                                    | —                                              | —                                          |
| 2002            | Jean-Marie Le Pen | 4 804 713                                    | 16,9%                                    | 5 525 032                                      | 17,8%                                      |
| 2007            | Jean-Marie Le Pen | 3 834 530                                    | 10,4%                                    | —                                              | —                                          |
| 2012            | Marine Le Pen     | 6 421 426                                    | 17,9%                                    | —                                              | —                                          |
| 2017            | Marine Le Pen     | 7 678 491                                    | 21,30                                    | 10 638 475                                     | 33,9%                                      |
| 2022            | Marine Le Pen     | 8 133 828                                    | 23,15                                    | 13 288 686                                     | 41,45%                                     |

### Regionális tanácsok
| Választások éve | Az első fordulóban szerzett szavazatok száma | Az első fordulóban szerzett szavazatok % | A második fordulóban szerzett szavazatok száma | A második fordulóban szerzett szavazatok % | Megszerzett helyek (összesen 1880) |
| --------------- | -------------------------------------------- | ---------------------------------------- | ---------------------------------------------- | ------------------------------------------ | ---------------------------------- |
| 1986            | 2 654 390                                    | 9,7%                                     | —                                              | —                                          | 137                                |
| 1992            | 3 396 141                                    | 13,9%                                    | —                                              | —                                          | 239                                |
| 1998            | 3 270 118                                    | 15,3%                                    | —                                              | —                                          | 275                                |
| 2004            | 3 564 064                                    | 14,7%                                    | 3 200 194                                      | 12,4%                                      | 156                                |
| 2010            | 2 223 800                                    | 11,4%                                    | 1 943 307                                      | 9,2%                                       | 118                                |
| 2015            | 6 018 672                                    | 27,73%                                   | 6 820 477                                      | 27,10%                                     | 358                                |

### Európai parlamenti választások
| Választások éve | Megszerzett szavazatok száma | Megszerzett szavazatok % | Helyek száma | Helyezés |
| --------------- | ---------------------------- | ------------------------ | ------------ | -------- |
| 1984            | 2 210 334                    | 11,0%                    | 10 / 81      | 4.       |
| 1989            | 2 129 668                    | 11,7%                    | 10 / 81      | 3.       |
| 1994            | 2 050 086                    | 10,5%                    | 11 / 87      | 5.       |
| 1999            | 1 005 113                    | 5,7%                     | 5 / 87       | 8.       |
| 2004            | 1 684 792                    | 9,8%                     | 7 / 78       | 4.       |
| 2009            | 1 091 691                    | 6,3%                     | 3 / 74       | 6        |
| 2014            | 4 712 461                    | 24,86%                   | 24 / 74      | 1.       |
| 2019            | 5 286 939                    | 23,34%                   | 23 / 79      | 1.       |

## Fordítás
Ez a szócikk részben vagy egészben  a   National Front (France) című angol Wikipédia-szócikk fordításán alapul.  Az eredeti cikk szerkesztőit annak laptörténete sorolja fel. Ez a jelzés csupán a megfogalmazás eredetét és a szerzői jogokat jelzi, nem szolgál a cikkben szereplő információk forrásmegjelöléseként.